# Grekisk mytologi

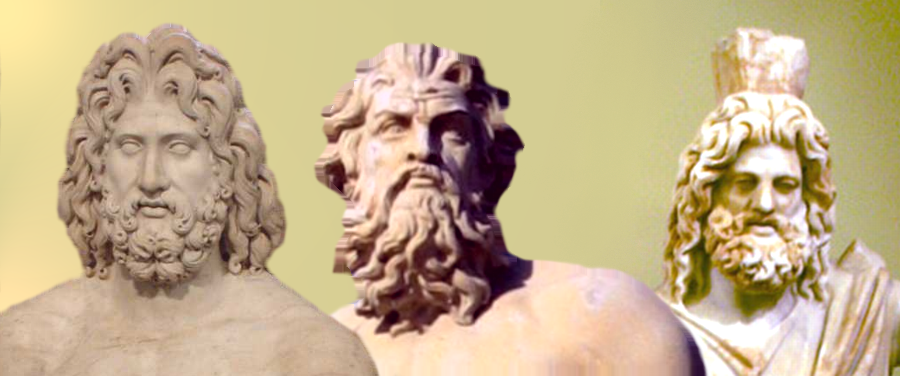
Den tre grekiska gudar som härskar över jordens tre riken: Zeus (himlen), Poseidon (hav) och Hades (underjorden). Teos (mindre gudar) är barn till dessa tre.

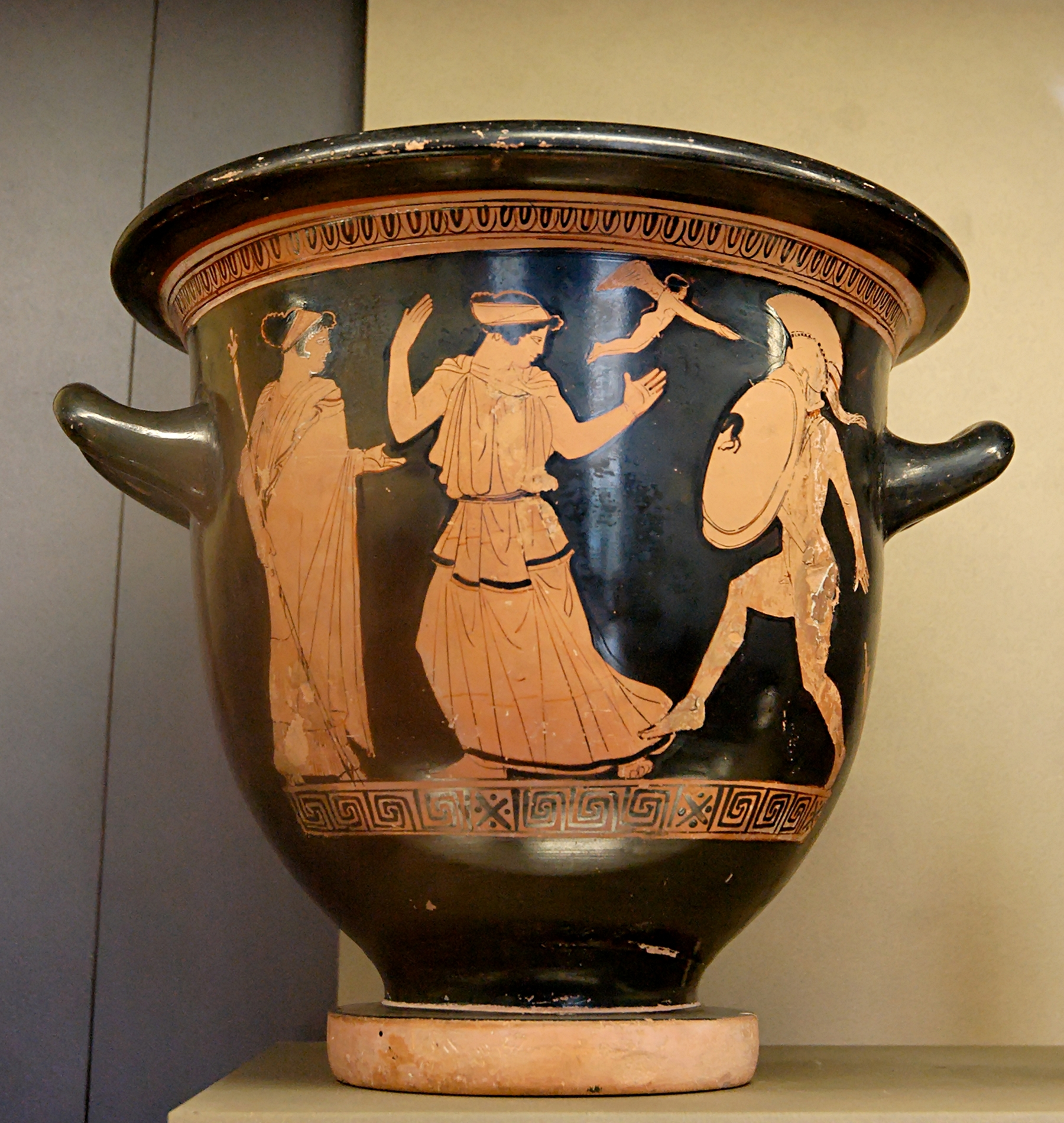
En antik vas som föreställer Sköna Helena och kung Menelaos.

Grekisk mytologi är en samling mytologiska berättelser som innefattar såväl svarssägner och skapelseberättelse, mytologiska beskrivningar av äldre historiska händelser som rent sagostoff. Som vi känner den idag, nedtecknades den grekiska mytologin först av Hesiodos (i Theogonin, 700 f.Kr.) och berättelser ur myten - ofta sådana som inte alls nämns av Hesiodos - användes av ett stort antal författare under de följande århundradena.

## Inledning
Myternas ursprung var redan på Hesiodos tid förlorat i ett dunkelt förflutet. Dess mångfacetterade värld och gestalterna i den kan sägas återspegla dels det faktum att den grekiska religionen saknade sådant som heliga skrifter (i modern mening) och trosartiklar, men också graden av litterär bearbetning och ett heterogent geografiskt område som gränsade till många andra kulturer. Det finns en risk att samlade framställningar av den grekiska mytologin kommer att inkludera många berättelser och versioner som utformats av berömda författare i klassisk tid (5-400-t. f.Kr.) eller senare, men som aldrig egentligen fanns som myter i religiös mening. Berättelsen om Antigone och hennes trotsande av övermakten byggde till exempel på antydningar i de gamla sagorna men den tillspetsade utformningen i Sofokles drama är rimligen skapad av Sofokles själv.
Den grekiska religionen saknade förkunnare och profeter. Istället var det diktare och orakel som återgav detaljerna i den mytologiska världen och deras konsekvenser för människorna. Det är alltså förmodligen inte så att den grekiska mytologin entydigt återspeglar ett religiöst system som existerat vid någon specifik tidpunkt. Eftersom våra kunskaper om grekisk kult är ofullständiga, i synnerhet för äldre tid, är det också osäkert i vilken mån myterna någonsin har varit nära knutna till kulten och förklarat särskilda kultiska bruk.

### Uppkomst och influenser
I mötet med andra kulturer upptogs främmande gudar vilka sammansmälte till olika, mer eller mindre koherenta, gudomliga gestalter på de grekiska öarna och i de grekiska stadsstaterna. När berättelserna senare nedtecknades antog de en form som återspeglade mellanliggande historiska skeenden och kulturella skillnader mellan olika delar av den grekiska världen. Dessutom utgjorde mytologin redan tidigt i antikens Grekland källmaterial för drama och konst, och dess betydelse som en samling allegorier är alltså ungefär lika gammal som mytologin som vi känner den idag.

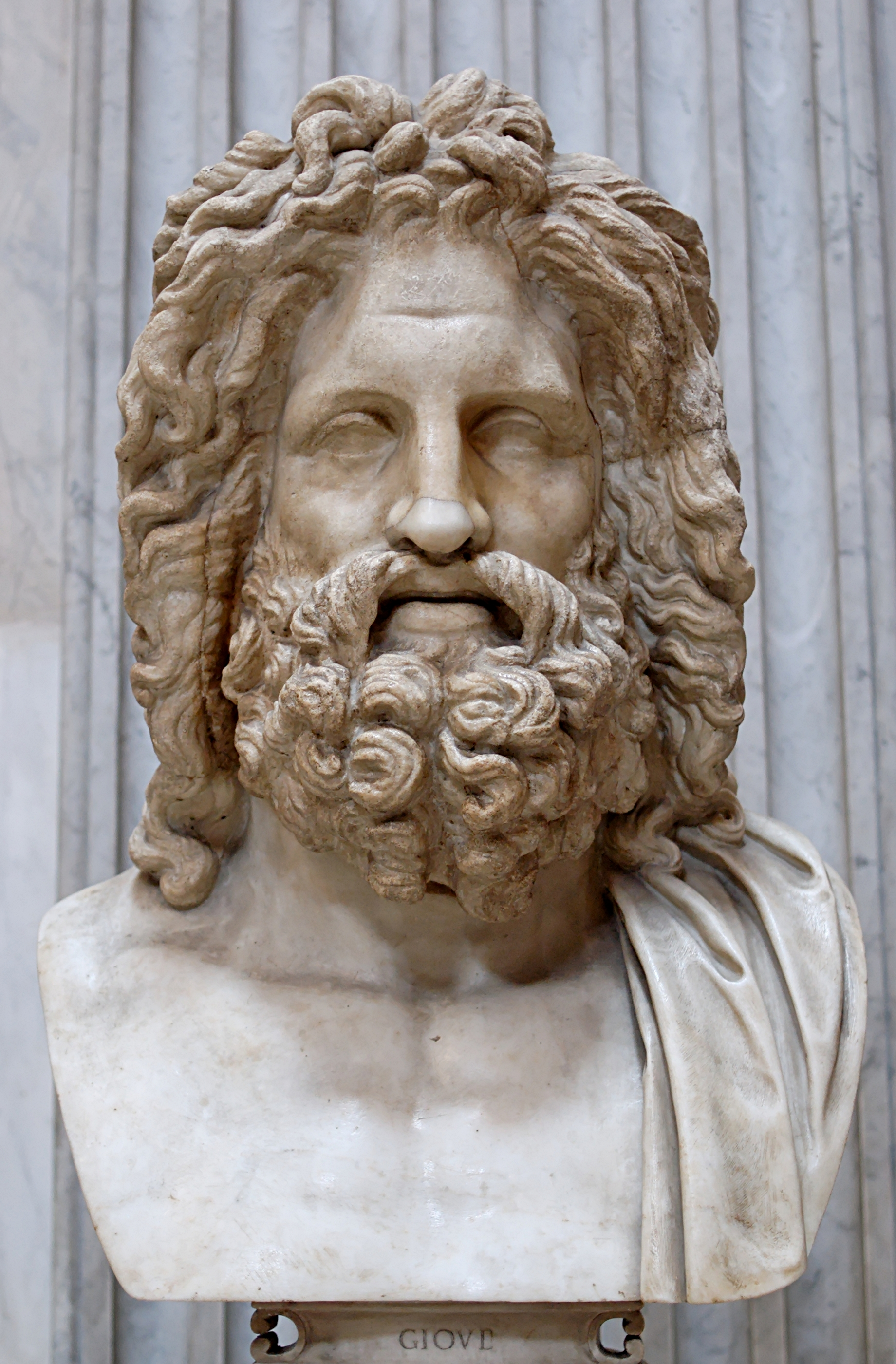
En byst av Zeus funnen i Otricoli i Italien.

En påfallande lucka i den klassiska grekiska mytologin, jämfört med många andra, är att den inte tycks ha haft någon väl etablerad tradition om människosläktets uppkomst. Berättelser om kosmiska katastrofer där människornas värld ödeläggs, och om världens slutliga undergång, lyser också i stort sett med sin frånvaro (visserligen fanns en flodvågsmyt om Deukalion, men den tycks ha spelat en underordnad roll och omnämns sällan; den är också dåligt integrerad med de andra myterna om världens ursprung, som annars ger en sammanhållen och logisk bild). Relativt få forskare har uppmärksammat denna frånvaro av berättelser av ett slag som brukar finnas i de flesta religioner. Den engelske religions- och filosofihistorikern G.S. Kirk föreslog 1974 att orsaken, när man ser att grekerna - både under mykensk tid och senare - annars ivrigt lånade från kulturerna i Västasien och Egypten, kan vara att de redan under mykensk tid kände en stark motvilja mot den polarisering som de orientaliska kosmiska myterna förutsatte: människorna ses där som gudarnas slavar, som oändligt underlägsna de odödliga och bundna till deras nycker, som inte får ifrågasättas. I de babyloniska skapelsemyterna, liksom i den bibliska, är människan gudomens tjänare och kan straffas hårt och utan pardon om hon agerar på egen hand. Någon moralisk kritik mot gudarna är inte möjlig, även om vissa texter i Gamla Testamentet längre fram försiktigt kunde ställa frågan om Guds motiv. I den grekiska mytologin betonas människans litenhet men också hennes höghet och förmåga att fatta egna beslut. Gudarna kan göra svåra misstag, till exempel Zeus kärleksaffärer och deras oväntade följder. 
Att grekerna inte verkar ha brytt sig om att ha en välkänd myt om människans uppkomst, om den första kvinnans skapelse - Hesiodos behandlar denna episod som en folksaga snarare än en myt - eller om hur människorna lärde sig odla jorden m.m. ger en antydan om att mytologin redan på 6-700-talen och tidigare i viss mening hade frikopplats från religionen. De grekiska myterna förklarar över huvud taget sällan något mera bestämt om varför saker ser ut som de gör, varför en viss högtid firas, varför man bär en viss dräkt etc., vilket brukar vara en viktig uppgift för myter i andra kulturer. Detta har ofta setts som ett uttryck för grekernas medfödda strävan till klarhet, men Kirk tolkar det istället som en följd av att myterna befann sig i en process av "avmytologisering" redan långt före Homeros och Hesiodos, som är våra första skrivna källor till den grekiska religionen och litteraturen, bortsett från de kortfattade notiserna på de mykenska lertavlorna som egentligen bara ger några gudanamn. Denna avmytologisering hade inte i sig behövt leda till filosofiskt tänkande, även om den kan ha bidragit till att bereda vägen för att förklara världen utan hjälp av gudarna.

### Sagor och antropomorfa gudar

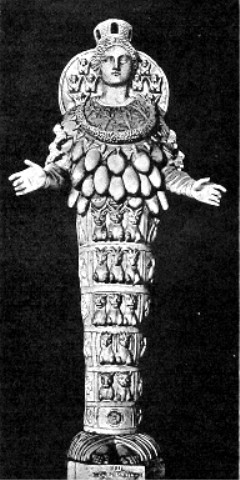
Staty föreställande gudinnan Artemis.

Den vildvuxna flora av myter med nära anknytning till kulten och vardagen som man finner hos många skriftlösa folk men också i Babylonien hade hos grekerna förvandlats till ett välorganiserat system av sagor, med tydliga genealogier, och tillspetsade berättelser där gudar och människor rör sig i samma värld men utan nära anknytning till religionens yttre sidor. Med detta perspektiv blir det ofta en intressant fråga hur en viss myt såg ut under bronsåldern, eftersom vi vet att mykenarna kände till många av de gudar som de klassiska grekerna dyrkade, och mykenarnas och andra tidiga helleners myter kan förmodas ha varit mindre litterärt överarbetade. Dessa frågor kan ofta bara besvaras indirekt, men Kirk uttrycker som sin övertygelse att de grekiska myterna "were not always like that; they were not always so bland, so devoid of real unexpectedness. They cannot always have lacked that crude power and ecstatic dislocation of everyday life that may be an essential element in the formation of a truly creative culture."
Jämfört med till exempel kristendomen saknar de grekiska berättelserna polariseringen mellan gott och ont: Gudarna såväl som hjältarna uppvisar många mänskliga drag och visar både goda och dåliga sidor. Det finns forskning som visat att den tidiga kristendomen upptog element från den grekiska kulten, men den grekiska mytologin, dess senare romerska derivat och deras "beläten" var i princip det som kristendomen i första hand vände sig emot.

## Tolkning av mytologin

Sandro Botticellis målning Venus födelse sägs ofta utgöra sinnebilden för renässansen för moderna betraktare.

Uttolkningen och omtolkningarna av den grekiska mytologin är betydligt äldre än mytologin i dess idag vanliga form. Redan grekerna själva fann dessa myter anstötliga och för disparata för att kunna tas på allvar. Deras försök att systematisera myterna gjorde att de relativiserades redan under antiken - de tolkades som allegorier för naturfenomen och äldre historiska skeenden. Till exempel eftersträvade Platon en abstrahering av tron, enligt honom var berättelsen om Orfeus ett uttryck för själens odödlighet, och Aristoteles uppfattade berättelserna om kentaurerna som en omskrivning av de beridna jägare i Thessalien som befriade landskapet från vilda tjurar.
Därefter har kristna uttolkare betraktat berättelserna som hedniska förvrängningar av den kristna läran. Med nyplatonismen som teoretiskt ramverk har antikens mytologi och dess gestalter kunnat ses som allegorier för det kristna budskapet och som sådana kunnat tjäna sedelärande syften. Den grekiska mytologin utgjorde en självklar kulturell referensram i den kristna världen fram till den så kallade "mörka tiden" då det klassiska bildningsidealet föll i glömska.

### Renässansen
Under renässansen, då ju antiken blev föremål för pånyttfött intresse, tilläts antikens mytologi att samexistera med kristendomens budskap i konst och lyrik. Gradvis kom också de kristna gestalterna att iklädas en antik dräkt till den grad att förkunskap stundtals blev en förutsättning för att skilja på kristet och förkristet. Till exempel sågs Botticellis målning Venus födelse som en allegori för himmelsk kärlek och Boccaccio såg i berättelsen om Adonis en icke-religiös allegori över årstidernas växlingar, vilken han använde i sin kärlekspoesi.
Efter upplysningstiden har olika skolor försökt kontextualisera myterna på ett mer neutralt sätt efter mer systematiska metoder genom att studera språkliga, rituella och historiska samband. 

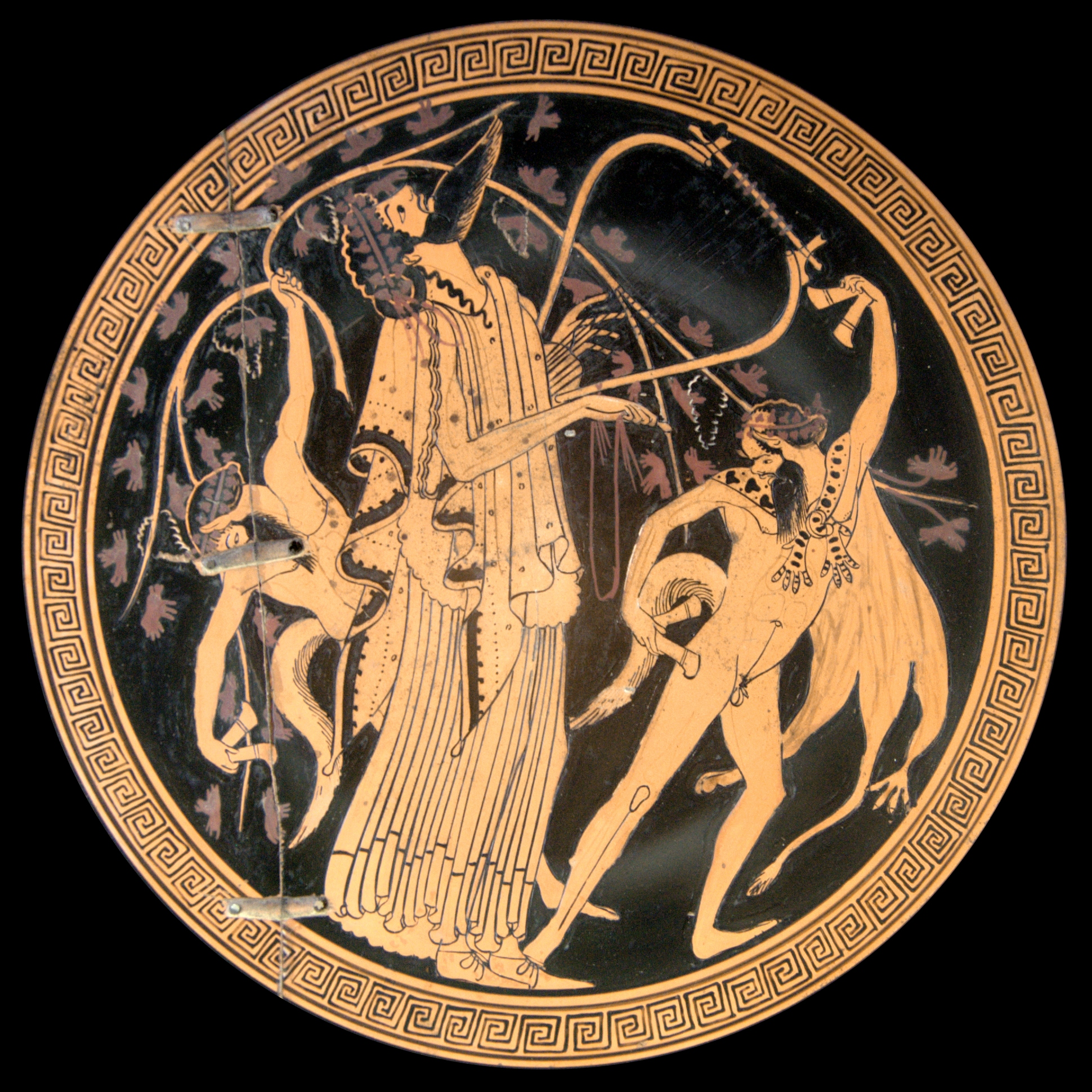
Dionysos med satyrer.

Till exempel Friedrich Max Müller, Wilhelm Grimm och C.G. Jung har på var sitt sätt utifrån en romantisk föreställning om bakomliggande oföränderliga storheter, så kallade mytologem gemensamma för alla trossystem, försökt "avkläda" de mytologiska berättelserna och gestalterna deras "språkliga dräkt" för att kunna beskriva dessa bakomliggande storheter. Till exempel Jung såg i de grekiska myterna medvetandets projiceringar av psykets inre drama på till exempel naturfenomen. Enligt honom är alltså den grekiska mytologin den utvecklade grekiska kulturens litterära omtolkningar av tidigare epokers fantasifulla förklaringar på till exempel naturfenomen.

### Modern religionsforskning
Antropologer brukar istället uppfatta myterna som en sorts teoretisk överbyggnad till riten och försöker beskriva dem som produkten av en historisk process där de mytiska gestalterna ses som dynamiska avtryck av den kult som varit verksam i olika kulturer. Antropologin beskriver sålunda till exempel Afrodite som produkten av en sammansmältning av kärleksgudinnor från flera kulturer.

## Panteon

### De viktigaste gudarna

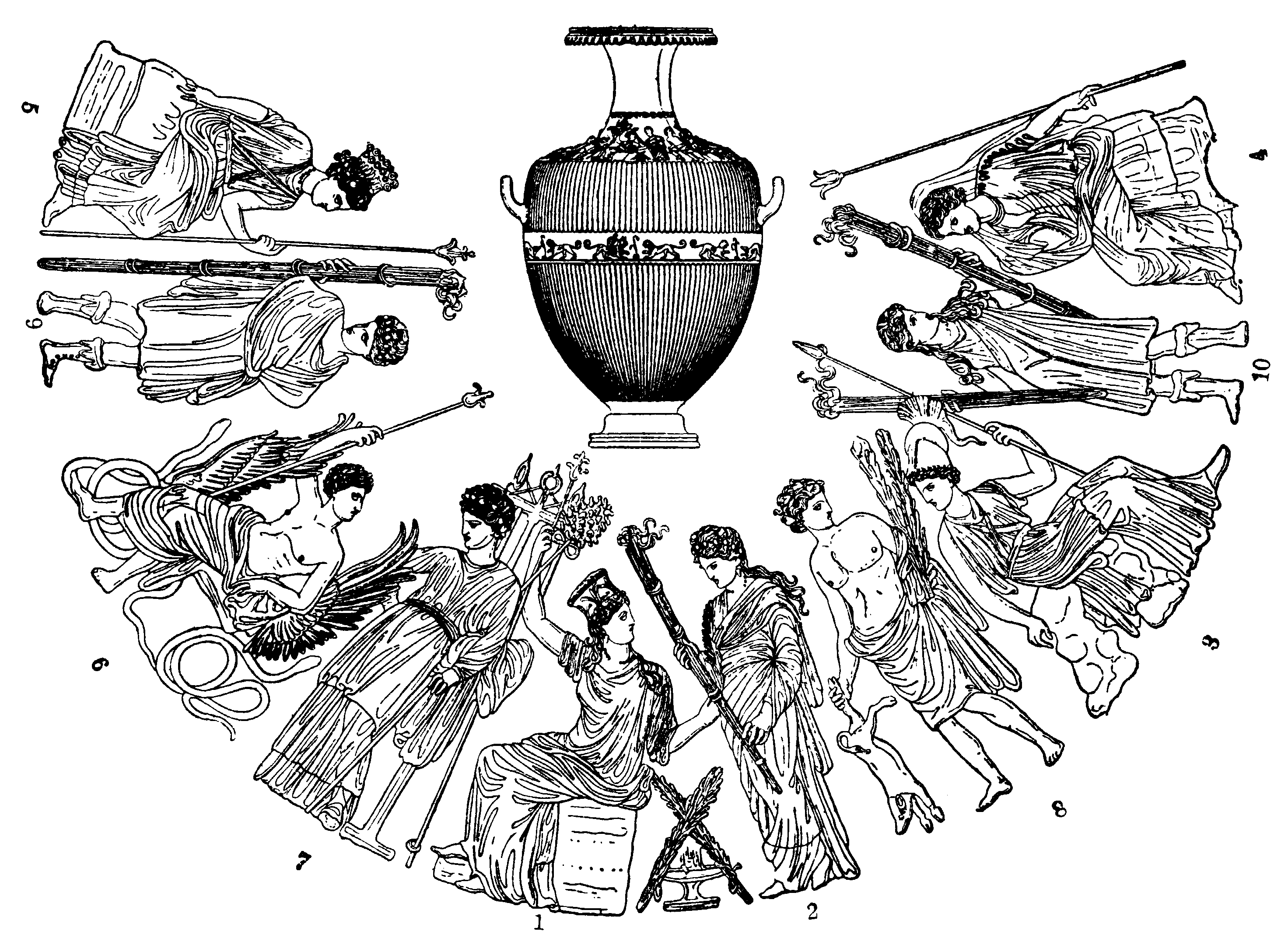
1. Demeter
2. Persefone
3. Athena
4. Afrodite
5. Artemis
6. Triptolemos
7. Hierofanten
8. Tempelpräst
9. Härolden
10. Fackelbärare

Bland de talrika grekiska gudarna utkristalliserar sig en krets av 12 högsta gudar boende på Olympen (här enligt Platons dialog Faidros):
- Zeus – Gudarnas Konung och himlens gud.
- Poseidon – Havets gud, jordskakaren, stormbringaren, hästarnas fader.
- Hestia – Härdens gudinna.
- Hera – Äktenskapens och familjens gudinna och Zeus hustru.
- Hefaistos – Eldens och smideskonstens gud.
- Athena – vishetens och krigskonstens gudinna, även civilisationens och de kvinnliga hantverkets gudinna.
- Apollon – solens, instrumentens, sanningens, spådomens och läkekonstens gud.
- Artemis – jaktens, månens och jungfrurnas gudinna.
- Ares – Krigets (och stridsraseriets) gud.
- Afrodite – Kärlekens och skönhetens gudinna.
- Hermes – tjuvarnas, vägarnas, lantmätarnas, herdarnas, köpmännens och resenärernas gud, samt olympiernas budbärare.
- Demeter – växtlighetens och skördens gudinna.

Listan från Faidros är inte den enda listan över de tolv olympierna, och listorna över tolvgudakretsen kan variera något sinsemellan. I sena listor förekommer Dionysos, även kallad Bákkhos, vilken förmodligen lånades in från den trakiska religionen. Ofta i dessa andra listor, uttränger Dionysos någon annan – antingen Hestia, Demeter eller Hefaistos – för att behålla tolvtalet.
I dödsriket, som kallades Hades (liksom dess gud), tänktes en grupp av andra gudaväsen höra hemma, bl.a.:
- Hades – konung över dödsriket, bror till Zeus och Poseidon.
- Persefone – dotter till Demeter, drottning över dödsriket samt Hades fru.
- Hekate – trolldomens gudinna.
- Pan – naturens och herdarnas skyddsgud, han var även satyrernas gud.
- Dionysos/Bákkhos – vinets, festlighetens, fertilitetens, teaterns och den rituella galenskapens gud.

### Andra gudar

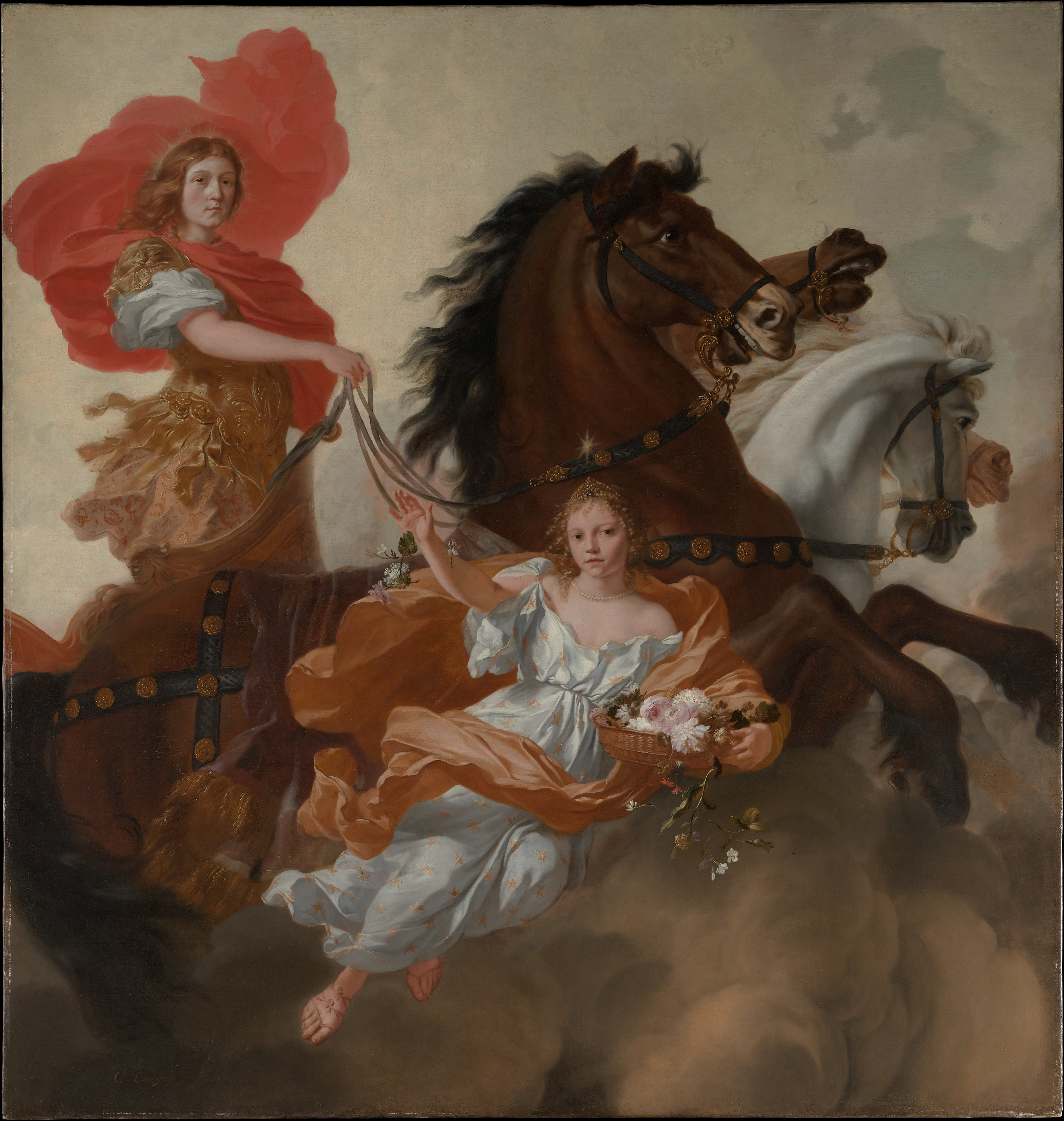
Apollon och Aurora (1671), målning av Gérard de Lairesse.

Till dessa gudar tillkommer en lång rad underordnade gudar som antingen är starkt associerade med någon av de centrala och ibland till och med betraktas som ett binamn till någon av dem, eller som framför allt var föremål för en lokal kult och därmed hade sina motsvarigheter bland de centrala gudagestalterna eller andra lokala gudar. Dessa ”andra rangens gudar” beskrivs ofta efter de domäner de är associerade med.

## Skapelsemyt
Det finns ett tiotal olika grekiska skapelsemyter, som skiljer sig åt i mindre eller större (ibland omfattande) utsträckning. Den mest välkända av dem skrevs ned av författaren Hesiodos på 700-talet f.Kr., och skildrar följande förlopp:
I begynnelsen var Chaos och efter honom uppstod jorden Gaia, underjorden Tartaros, kärleken Eros samt i vissa versioner urmörkret Erebos och natten Nyx. Dessa alstrade i sin tur luften Aither och dagen Hemera. På egen hand skapade Gaia därefter himlen Uranos och havet Pontos. Med Uranos fick hon sedan titaner, cykloper och hekatoncheirer. Den yngste av titanerna var skördeguden, Kronos. Han dödade sin far Uranos och tog makten i gudavärlden. Av Uranos kropp skapades sedan Afrodite, giganter, erinyer och nymfer. Kronos dödades i sin tur av sin yngste son, himmelsguden Zeus. Zeus, i sin tur, delade makten över världen med sina bröder, havsguden Poseidon och underjordens härskare Hades. Kronos blev tillfångatagen och fängslad i Tartaros tillsammans med nästan alla titaner förutom Atlas som fick bära upp himlen på sina axlar.